# Sageretia camellifolia
Sageretia camellifolia är en brakvedsväxtart som beskrevs av Yi Ling Chen och P. K. Chou. Sageretia camellifolia ingår i släktet Sageretia och familjen brakvedsväxter. Inga underarter finns listade i Catalogue of Life.